# Église Notre-Dame-du-Mont-Carmel du Chaudron
Pour les articles homonymes, voir Église Notre-Dame-du-Mont-Carmel.
L'église Notre-Dame-du-Mont-Carmel du Chaudron est une église située à Origny-en-Thiérache en France. Elle est dédiée à Notre-Dame du Mont-Carmel.

## Localisation
L'église est située dans le hameau du Chaudron sur la commune d'Origny-en-Thiérache, dans le département de l'Aisne.

## Historique
Chapelle bâtie en 1872.